# Tour d'Oman 2015
La 6e édition du Tour d'Oman a eu lieu du 17 au 22 février 2015. La course fait partie du calendrier UCI Asia Tour 2015 en catégorie 2.HC.
Elle a été remportée par l'Espagnol Rafael Valls (Lampre-Merida), vainqueur de la quatrième étape, respectivement de neuf et dix-neuf secondes devant l'Américain Tejay van Garderen (BMC Racing) et son compatriote Alejandro Valverde (Movistar).
L'Italien Andrea Guardini (Astana), lauréat de la première étape, remporte le classement par points, le Sud-Africain Louis Meintjes (MTN-Qhubeka) celui de meilleur jeune, le Belge Jef Van Meirhaeghe (Topsport Vlaanderen-Baloise) celui de la combativité et la formation américaine BMC Racing celui de la meilleure équipe.

## Présentation

### Parcours
Après une première étape plate, les organisateurs ont prévu deux côtes dans le final de la deuxième étape. Il s'ensuit une étape plate autour d'Al Musannah et l'arrivée présente depuis 2011 en haut de la montagne verte (Jabal Al Akhdar) lors de la quatrième étape. Le lendemain, les coureurs finissent l'étape par plusieurs boucles comprenant l'ascension de la montée de Bousher Al Amerat. L'épreuve se conclut par une étape de plaine.

Parcours des étapes
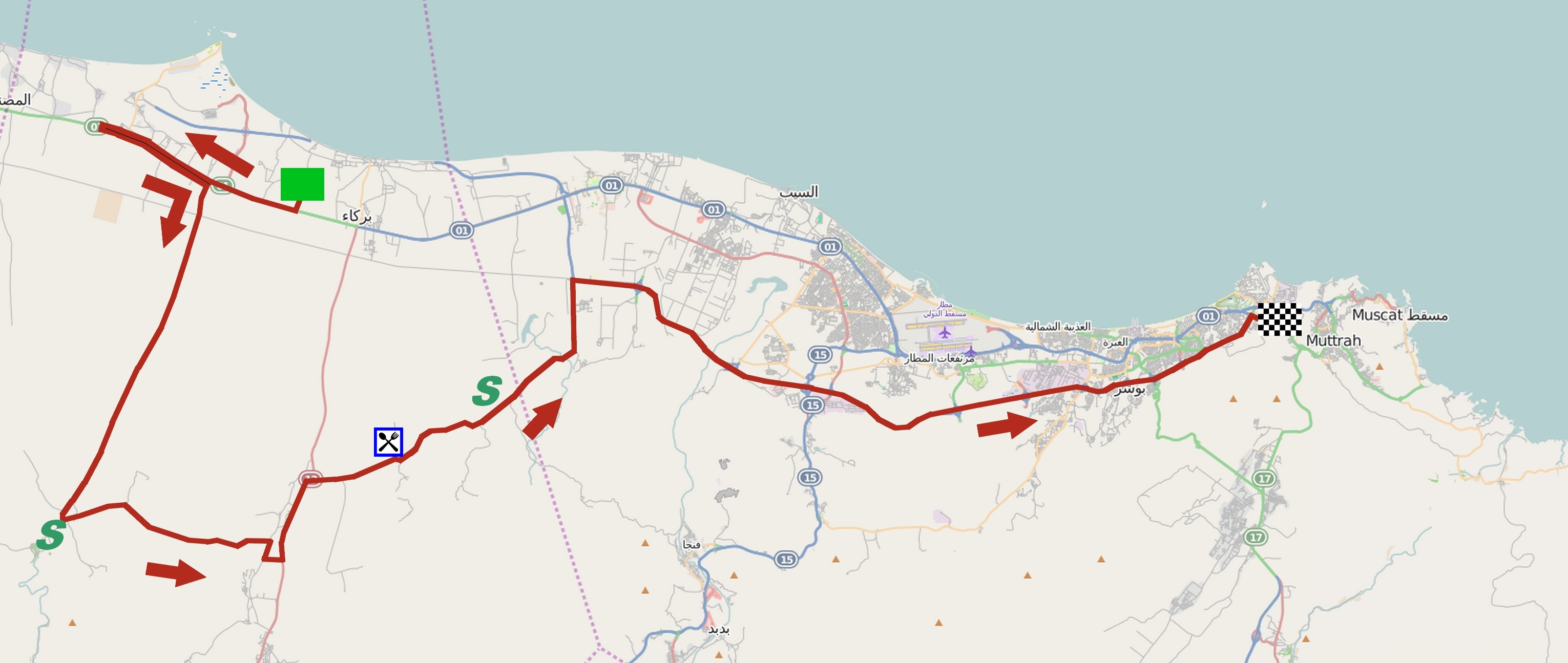
1re étape.
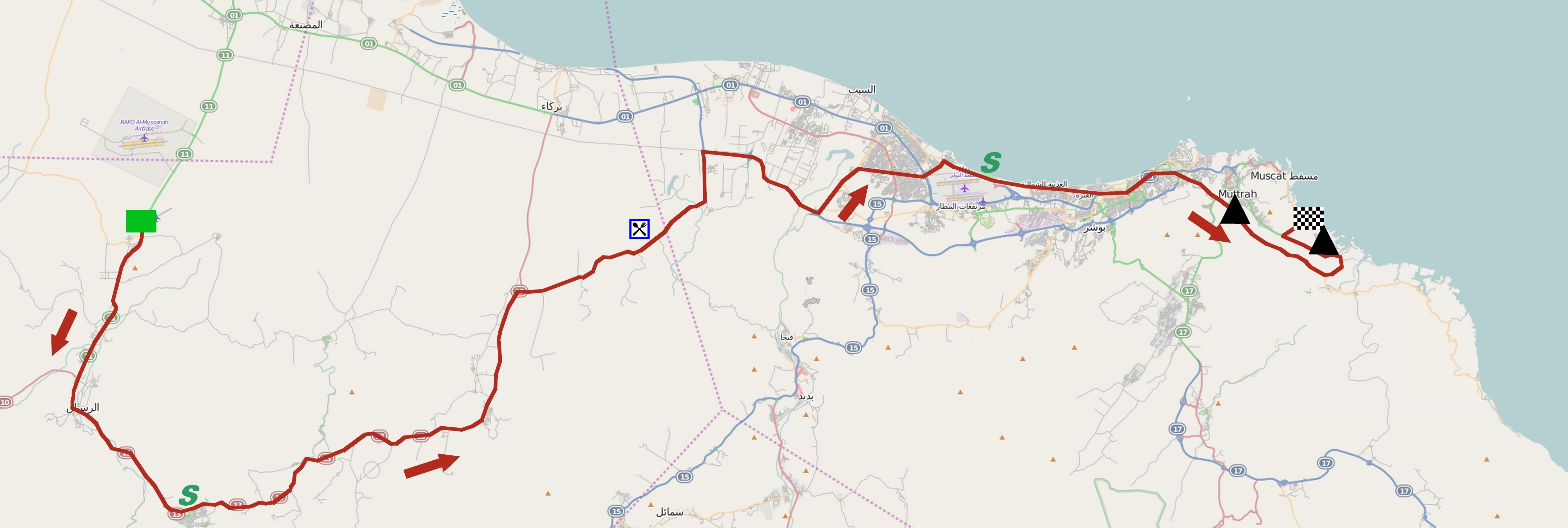
2e étape.
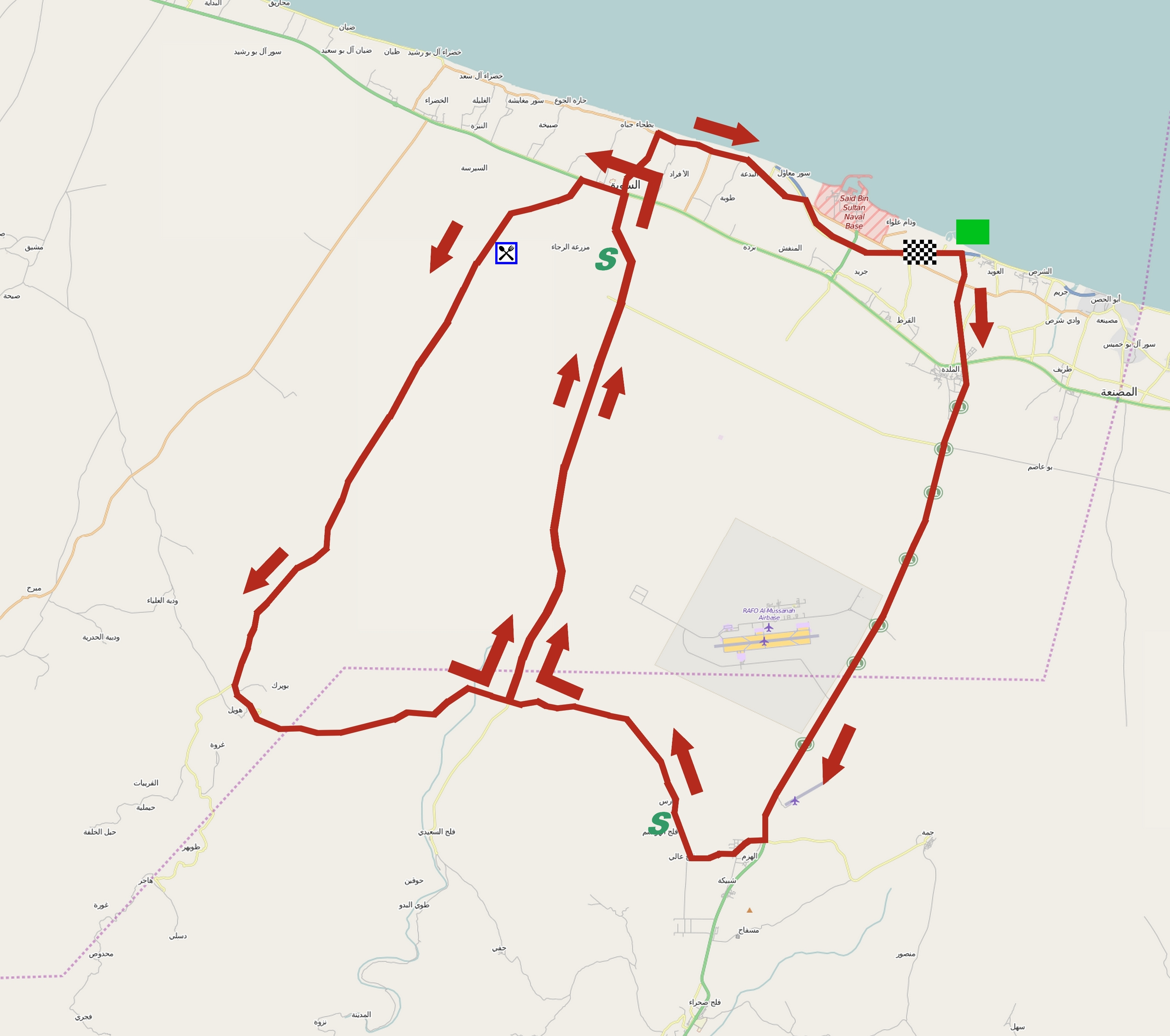
3e étape.
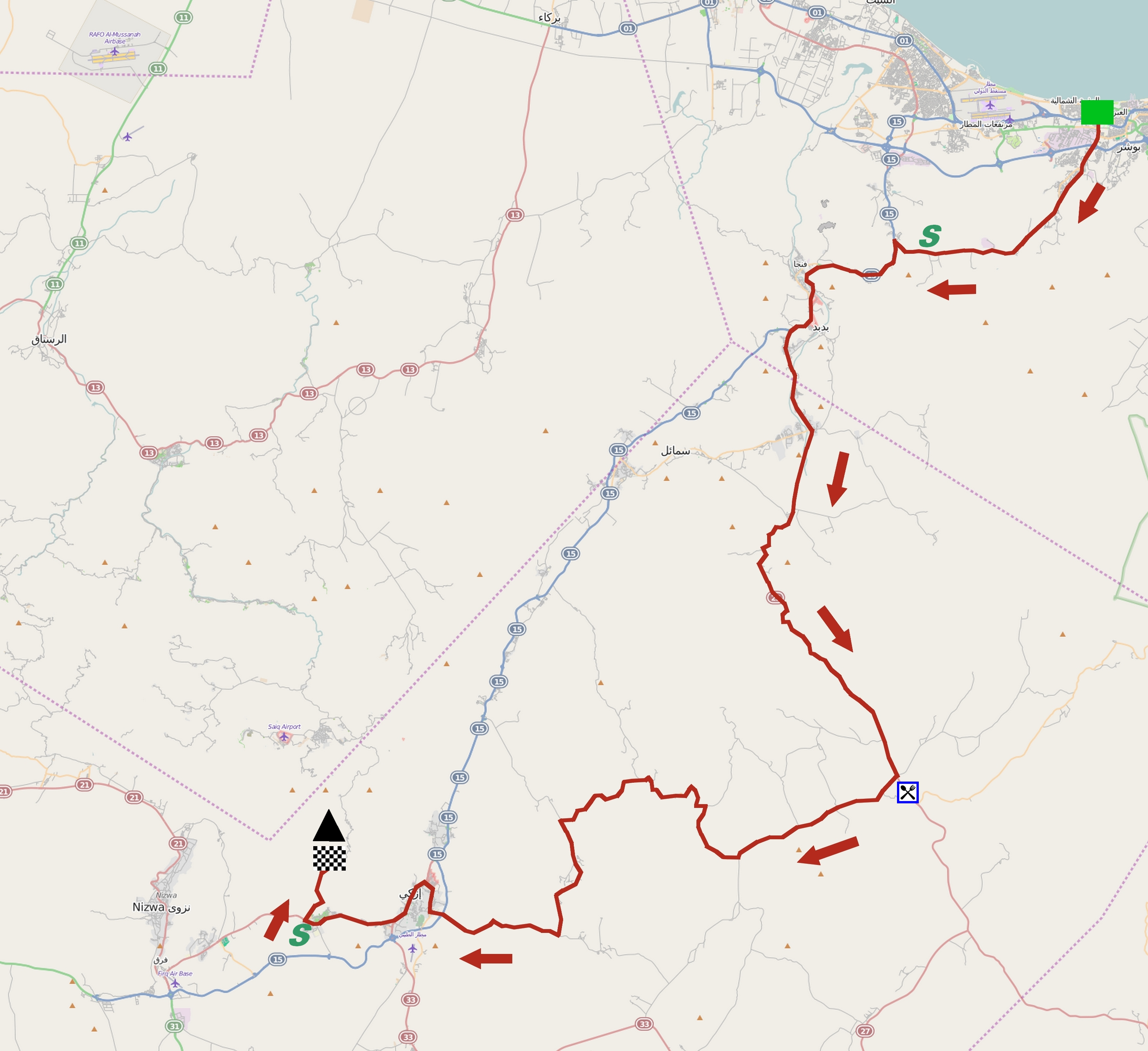
4e étape.
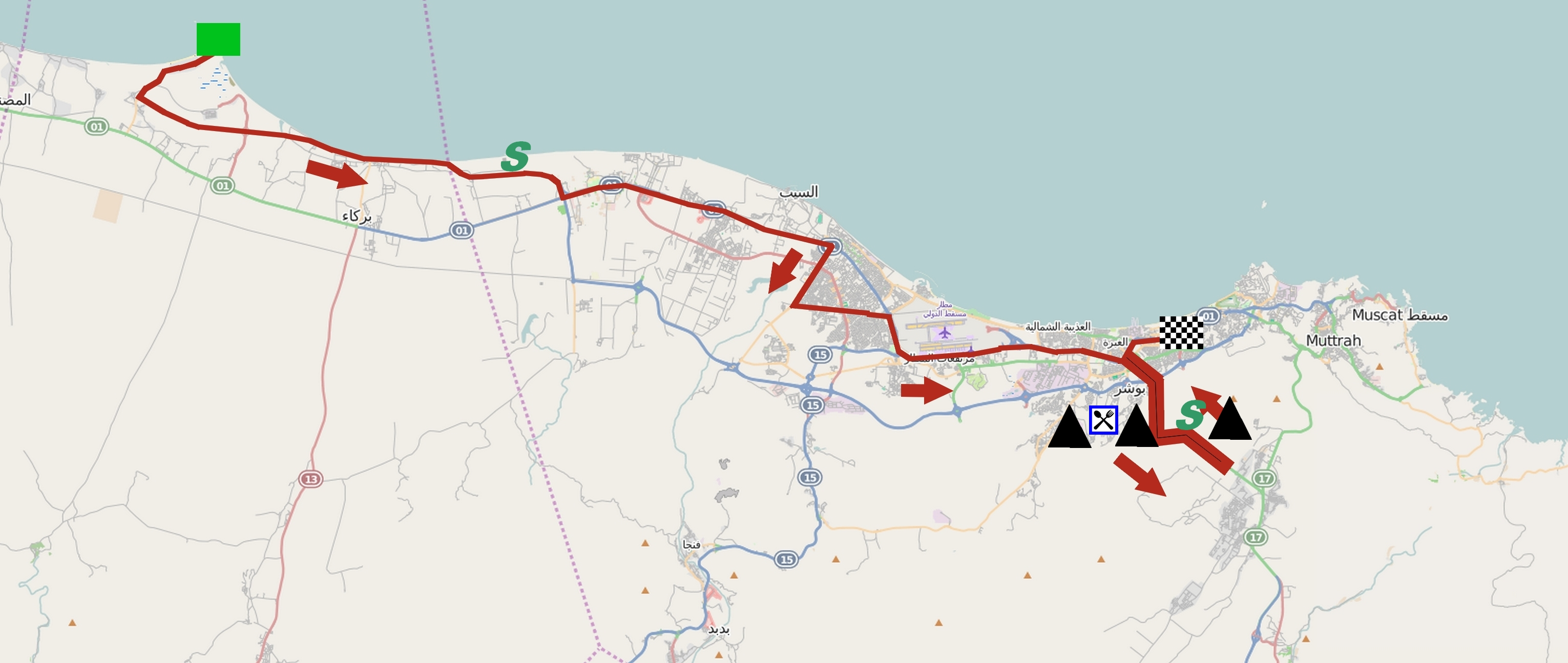
5e étape.
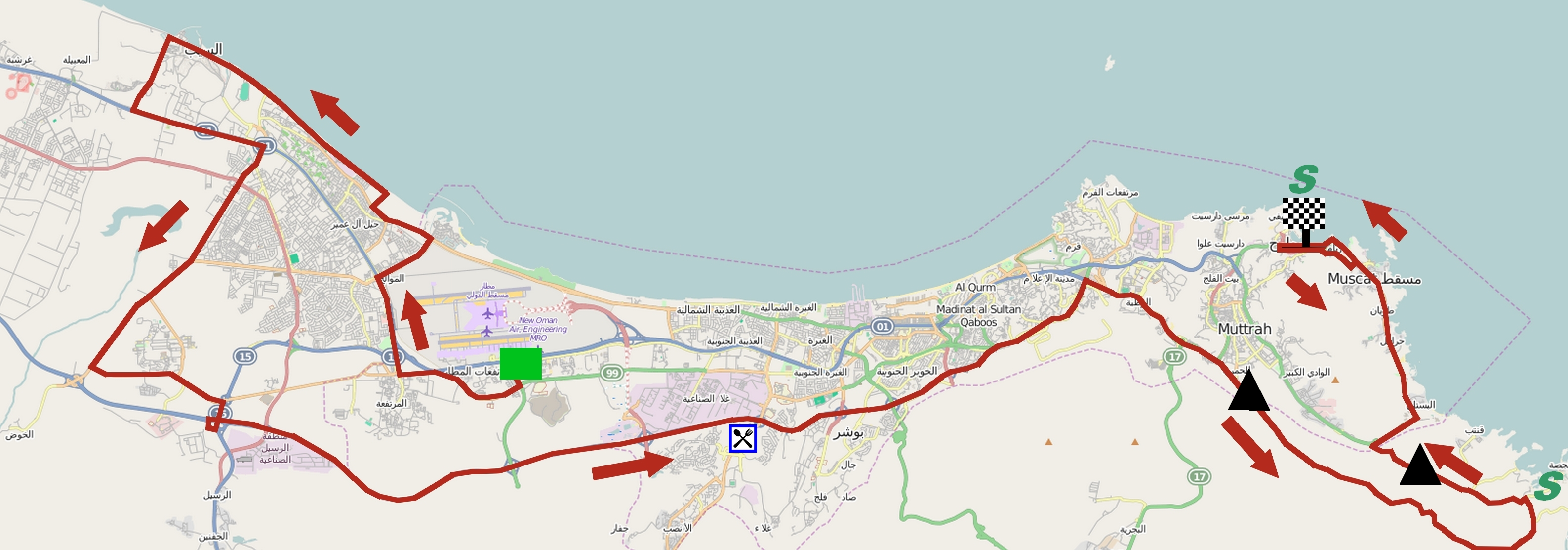
6e étape.

### Équipes
Classé en catégorie 2.HC de l'UCI Asia Tour, le Tour d'Oman est par conséquent ouvert aux WorldTeams dans la limite de 70 % des équipes participantes, aux équipes continentales professionnelles, aux équipes continentales omanaises et à une équipe nationale omanaise.
Dix-huit équipes participent à ce Tour d'Oman - treize WorldTeams et cinq équipes continentales professionnelles :
| UCI WorldTeams      | UCI WorldTeams | UCI WorldTeams |
| Nom de l'équipe     | Pays           | Code           |
| ------------------- | -------------- | -------------- |
| Astana              | Kazakhstan     | AST            |
| BMC Racing          | États-Unis     | BMC            |
| Etixx-Quick Step    | Belgique       | EQS            |
| FDJ                 | France         | FDJ            |
| Giant-Alpecin       | Allemagne      | TGA            |
| IAM                 | Suisse         | IAM            |
| Katusha             | Russie         | KAT            |
| Lampre-Merida       | Italie         | LAM            |
| Movistar            | Espagne        | MOV            |
| Orica-GreenEDGE     | Australie      | OGE            |
| Sky                 | Royaume-Uni    | SKY            |
| Tinkoff-Saxo        | Russie         | TCS            |
| Trek Factory Racing | États-Unis     | TFR            |

| Équipes continentales professionnelles | Équipes continentales professionnelles | Équipes continentales professionnelles |
| Nom de l'équipe                        | Pays                                   | Code                                   |
| -------------------------------------- | -------------------------------------- | -------------------------------------- |
| Bardiani CSF                           | Italie                                 | BAR                                    |
| Bora-Argon 18                          | Allemagne                              | BOA                                    |
| Cofidis                                | France                                 | COF                                    |
| MTN-Qhubeka                            | Afrique du Sud                         | MTN                                    |
| Topsport Vlaanderen-Baloise            | Belgique                               | TSV                                    |

### Primes
Les vingt prix sont attribués suivant le barème de l'UCI,. Le total général des prix distribués est de 84 330 €.
| Position           | 1er      | 2e      | 3e      | 4e      | 5e      | 6e      | 7e    | 8e    | 9e    | 10e à 20e |
| Classement général | 11 000 € | 5 500 € | 3 500 € | 2 000 € | 1 300 € | 1 000 € | 850 € | 800 € | 570 € | 320 €     |
| Par étape          | 3 615 €  | 1 805 € | 905 €   | 455 €   | 365 €   | 269 €   | 269 € | 180 € | 180 € | 92 €      |

## Étapes
La 6e édition du Tour d'Oman comporte six étapes pour un total de 988,5 kilomètres à parcourir. Cependant la cinquième étape est annulée, le total est donc de 836 km,,.
| Étape     | Date       | Villes étapes             |                   | Distance (km) | Vainqueur d’étape  | Leader du classement général |
| --------- | ---------- | ------------------------- | ----------------- | ------------- | ------------------ | ---------------------------- |
| 1re étape | 17 février | Barka - Wutayyah          | Étape de plaine   | 161           | Andrea Guardini    | Andrea Guardini              |
| 2e étape  | 18 février | Rustaq - Al Bustan        | Étape vallonnée   | 195           | Fabian Cancellara  | Fabian Cancellara            |
| 3e étape  | 19 février | Al Musannah - Al Musannah | Étape de plaine   | 158           | Alexander Kristoff | Fabian Cancellara            |
| 4e étape  | 20 février | Mascate - Jabal Al Akhdar | Étape de montagne | 189           | Rafael Valls       | Rafael Valls                 |
| 5e étape  | 21 février | Al Sawadi - Mascate       | Étape vallonnée   | 151           | Étape annulée,     | Rafael Valls                 |
| 6e étape  | 22 février | Sib - Matrah              | Étape de plaine   | 133           | Matthias Brändle   | Rafael Valls                 |

## Déroulement de la course

### 1reétape
| Classement de l'étape | Classement de l'étape | Classement de l'étape | Classement de l'étape | Classement de l'étape |
|                       | Coureur               | Pays                  | Équipe                | Temps                 |
| --------------------- | --------------------- | --------------------- | --------------------- | --------------------- |
| 1er                   | Andrea Guardini       | Italie                | Astana                | en 3 h 45 min 38 s    |
| 2e                    | Tom Boonen            | Belgique              | Etixx-Quick Step      | m.t                   |
| 3e                    | Matteo Pelucchi       | Italie                | IAM                   | m.t                   |
| 4e                    | Ramon Sinkeldam       | Pays-Bas              | Giant-Alpecin         | m.t                   |
| 5e                    | Alexander Kristoff    | Norvège               | Katusha               | m.t                   |
| 6e                    | Nacer Bouhanni        | France                | Cofidis               | m.t                   |
| 7e                    | Peter Sagan           | Slovaquie             | Tinkoff-Saxo          | m.t                   |
| 8e                    | Sam Bennett           | Irlande               | Bora-Argon 18         | m.t                   |
| 9e                    | Sacha Modolo          | Italie                | Lampre-Merida         | m.t                   |
| 10e                   | Arnaud Démare         | France                | FDJ                   | m.t                   |
| modifier              |                       |                       |                       |                       |

| Classement général | Classement général | Classement général | Classement général | Classement général |
|                    | Coureur            | Pays               | Équipe             | Temps              |
| ------------------ | ------------------ | ------------------ | ------------------ | ------------------ |
| 1er                | Andrea Guardini    | Italie             | Astana             | en 3 h 45 min 28 s |
| 2e                 | Tom Boonen         | Belgique           | Etixx-Quick Step   | + 4 s              |
| 3e                 | Patrick Konrad     | Autriche           | Bora-Argon 18      | + 5 s              |
| 4e                 | Matteo Pelucchi    | Italie             | IAM                | + 6 s              |
| 5e                 | Johann van Zyl     | Afrique du Sud     | MTN-Qhubeka        | + 7 s              |
| 6e                 | Simone Andreetta   | Italie             | Bardiani CSF       | + 9 s              |
| 7e                 | Ramon Sinkeldam    | Pays-Bas           | Giant-Alpecin      | + 10 s             |
| 8e                 | Alexander Kristoff | Norvège            | Katusha            | + 10 s             |
| 9e                 | Nacer Bouhanni     | France             | Cofidis            | + 10 s             |
| 10e                | Peter Sagan        | Slovaquie          | Tinkoff-Saxo       | + 10 s             |
| modifier           |                    |                    |                    |                    |

### 2eétape
| Classement de l'étape | Classement de l'étape | Classement de l'étape | Classement de l'étape | Classement de l'étape |
|                       | Coureur               | Pays                  | Équipe                | Temps                 |
| --------------------- | --------------------- | --------------------- | --------------------- | --------------------- |
| 1er                   | Fabian Cancellara     | Suisse                | Trek Factory Racing   | en 4 h 36 min 46 s    |
| 2e                    | Alejandro Valverde    | Espagne               | Movistar              | m.t                   |
| 3e                    | Greg Van Avermaet     | Belgique              | BMC Racing            | m.t                   |
| 4e                    | Filippo Pozzato       | Italie                | Lampre-Merida         | m.t                   |
| 5e                    | Peter Sagan           | Slovaquie             | Tinkoff-Saxo          | m.t                   |
| 6e                    | Julián Arredondo      | Colombie              | Trek Factory Racing   | m.t                   |
| 7e                    | Rafał Majka           | Pologne               | Tinkoff-Saxo          | m.t                   |
| 8e                    | Daniel Moreno         | Espagne               | Katusha               | m.t                   |
| 9e                    | Andriy Grivko         | Ukraine               | Astana                | m.t                   |
| 10e                   | Cameron Meyer         | Australie             | Orica-GreenEDGE       | m.t                   |
| modifier              |                       |                       |                       |                       |

| Classement général | Classement général | Classement général | Classement général  | Classement général |
|                    | Coureur            | Pays               | Équipe              | Temps              |
| ------------------ | ------------------ | ------------------ | ------------------- | ------------------ |
| 1er                | Fabian Cancellara  | Suisse             | Trek Factory Racing | en 8 h 22 min 14 s |
| 2e                 | Alejandro Valverde | Espagne            | Movistar            | + 4 s              |
| 3e                 | Patrick Konrad     | Autriche           | Bora-Argon 18       | + 5 s              |
| 4e                 | Greg Van Avermaet  | Belgique           | BMC Racing          | + 6 s              |
| 5e                 | Peter Sagan        | Slovaquie          | Tinkoff-Saxo        | + 10 s             |
| 6e                 | Damiano Caruso     | Italie             | Katusha             | + 10 s             |
| 7e                 | Andriy Grivko      | Ukraine            | Astana              | + 10 s             |
| 8e                 | Daniel Moreno      | Espagne            | Katusha             | + 10 s             |
| 9e                 | Tejay van Garderen | États-Unis         | BMC Racing          | + 10 s             |
| 10e                | Julián Arredondo   | Colombie           | Trek Factory Racing | + 10 s             |
| modifier           |                    |                    |                     |                    |

### 3eétape
| Classement de l'étape | Classement de l'étape | Classement de l'étape | Classement de l'étape | Classement de l'étape |
|                       | Coureur               | Pays                  | Équipe                | Temps                 |
| --------------------- | --------------------- | --------------------- | --------------------- | --------------------- |
| 1er                   | Alexander Kristoff    | Norvège               | Katusha               | en 3 h 56 min 42 s    |
| 2e                    | Andrea Guardini       | Italie                | Astana                | m.t                   |
| 3e                    | Matteo Pelucchi       | Italie                | IAM                   | m.t                   |
| 4e                    | Nacer Bouhanni        | France                | Cofidis               | m.t                   |
| 5e                    | Danny van Poppel      | Pays-Bas              | Trek Factory Racing   | m.t                   |
| 6e                    | Sacha Modolo          | Italie                | Lampre-Merida         | m.t                   |
| 7e                    | Matti Breschel        | Danemark              | Tinkoff-Saxo          | m.t                   |
| 8e                    | Ramon Sinkeldam       | Pays-Bas              | Giant-Alpecin         | m.t                   |
| 9e                    | Adam Blythe           | Royaume-Uni           | Orica-GreenEDGE       | m.t                   |
| 10e                   | Tom Boonen            | Belgique              | Etixx-Quick Step      | m.t                   |
| modifier              |                       |                       |                       |                       |

| Classement général | Classement général | Classement général | Classement général  | Classement général  |
|                    | Coureur            | Pays               | Équipe              | Temps               |
| ------------------ | ------------------ | ------------------ | ------------------- | ------------------- |
| 1er                | Fabian Cancellara  | Suisse             | Trek Factory Racing | en 12 h 18 min 56 s |
| 2e                 | Alejandro Valverde | Espagne            | Movistar            | + 4 s               |
| 3e                 | Patrick Konrad     | Autriche           | Bora-Argon 18       | + 5 s               |
| 4e                 | Greg Van Avermaet  | Belgique           | BMC Racing          | + 6 s               |
| 5e                 | Peter Sagan        | Slovaquie          | Tinkoff-Saxo        | + 10 s              |
| 6e                 | Damiano Caruso     | Italie             | Katusha             | + 10 s              |
| 7e                 | Tejay van Garderen | États-Unis         | BMC Racing          | + 10 s              |
| 8e                 | Andriy Grivko      | Ukraine            | Astana              | + 10 s              |
| 9e                 | Rafael Valls       | Espagne            | Lampre-Merida       | + 10 s              |
| 10e                | Jakob Fuglsang     | Danemark           | Astana              | + 10 s              |
| modifier           |                    |                    |                     |                     |

### 4eétape
| Classement de l'étape | Classement de l'étape      | Classement de l'étape | Classement de l'étape | Classement de l'étape |
|                       | Coureur                    | Pays                  | Équipe                | Temps                 |
| --------------------- | -------------------------- | --------------------- | --------------------- | --------------------- |
| 1er                   | Rafael Valls               | Espagne               | Lampre-Merida         | en 5 h 46 min 48 s    |
| 2e                    | Tejay van Garderen         | États-Unis            | BMC Racing            | + 5 s                 |
| 3e                    | Alejandro Valverde         | Espagne               | Movistar              | + 19 s                |
| 4e                    | Rafał Majka                | Pologne               | Tinkoff-Saxo          | + 22 s                |
| 5e                    | Thibaut Pinot              | France                | FDJ                   | + 35 s                |
| 6e                    | Rui Costa                  | Portugal              | Lampre-Merida         | + 49 s                |
| 7e                    | Jacques Janse van Rensburg | Afrique du Sud        | MTN-Qhubeka           | + 54 s                |
| 8e                    | Louis Meintjes             | Afrique du Sud        | MTN-Qhubeka           | + 58 s                |
| 9e                    | Ben Hermans                | Belgique              | BMC Racing            | + 1 min 0 s           |
| 10e                   | Jakob Fuglsang             | Danemark              | Astana                | + 1 min 0 s           |
| modifier              |                            |                       |                       |                       |

| Classement général | Classement général         | Classement général | Classement général  | Classement général |
|                    | Coureur                    | Pays               | Équipe              | Temps              |
| ------------------ | -------------------------- | ------------------ | ------------------- | ------------------ |
| 1er                | Rafael Valls               | Espagne            | Lampre-Merida       | en 18 h 5 min 44 s |
| 2e                 | Tejay van Garderen         | États-Unis         | BMC Racing          | + 9 s              |
| 3e                 | Alejandro Valverde         | Espagne            | Movistar            | + 19 s             |
| 4e                 | Rafał Majka                | Pologne            | Tinkoff-Saxo        | + 32 s             |
| 5e                 | Jacques Janse van Rensburg | Afrique du Sud     | MTN-Qhubeka         | + 1 min 4 s        |
| 6e                 | Louis Meintjes             | Afrique du Sud     | MTN-Qhubeka         | + 1 min 8 s        |
| 7e                 | Jakob Fuglsang             | Danemark           | Astana              | + 1 min 10 s       |
| 8e                 | Ben Hermans                | Belgique           | BMC Racing          | + 1 min 15 s       |
| 9e                 | Julián Arredondo           | Colombie           | Trek Factory Racing | + 1 min 25 s       |
| 10e                | Patrick Konrad             | Autriche           | Bora-Argon 18       | + 1 min 36 s       |
| modifier           |                            |                    |                     |                    |

### 5eétape
Étape annulée,,.

### 6eétape
| Classement de l'étape | Classement de l'étape | Classement de l'étape | Classement de l'étape       | Classement de l'étape |
|                       | Coureur               | Pays                  | Équipe                      | Temps                 |
| --------------------- | --------------------- | --------------------- | --------------------------- | --------------------- |
| 1er                   | Matthias Brändle      | Autriche              | IAM                         | en 3 h 2 min 31 s     |
| 2e                    | Iljo Keisse           | Belgique              | Etixx-Quick Step            | + 4 s                 |
| 3e                    | Jef Van Meirhaeghe    | Belgique              | Topsport Vlaanderen-Baloise | + 13 s                |
| 4e                    | Danny Pate            | États-Unis            | Sky                         | + 16 s                |
| 5e                    | Peter Sagan           | Slovaquie             | Tinkoff-Saxo                | + 1 min 16 s          |
| 6e                    | Ramon Sinkeldam       | Pays-Bas              | Giant-Alpecin               | + 1 min 16 s          |
| 7e                    | Nacer Bouhanni        | France                | Cofidis                     | + 1 min 16 s          |
| 8e                    | Alexander Kristoff    | Norvège               | Katusha                     | + 1 min 16 s          |
| 9e                    | Alexey Lutsenko       | Kazakhstan            | Astana                      | + 1 min 16 s          |
| 10e                   | Sam Bennett           | Irlande               | Bora-Argon 18               | + 1 min 16 s          |
| modifier              |                       |                       |                             |                       |

## Classements finals

### Classement général final
| Classement général final | Classement général final   | Classement général final | Classement général final | Classement général final |
|                          | Coureur                    | Pays                     | Équipe                   | Temps                    |
| ------------------------ | -------------------------- | ------------------------ | ------------------------ | ------------------------ |
| 1er                      | Rafael Valls               | Espagne                  | Lampre-Merida            | en 21 h 9 min 31 s       |
| 2e                       | Tejay van Garderen         | États-Unis               | BMC Racing               | + 9 s                    |
| 3e                       | Alejandro Valverde         | Espagne                  | Movistar                 | + 19 s                   |
| 4e                       | Rafał Majka                | Pologne                  | Tinkoff-Saxo             | + 32 s                   |
| 5e                       | Jacques Janse van Rensburg | Afrique du Sud           | MTN-Qhubeka              | + 1 min 4 s              |
| 6e                       | Louis Meintjes             | Afrique du Sud           | MTN-Qhubeka              | + 1 min 8 s              |
| 7e                       | Jakob Fuglsang             | Danemark                 | Astana                   | + 1 min 10 s             |
| 8e                       | Ben Hermans                | Belgique                 | BMC Racing               | + 1 min 15 s             |
| 9e                       | Julián Arredondo           | Colombie                 | Trek Factory Racing      | + 1 min 25 s             |
| 10e                      | Patrick Konrad             | Autriche                 | Bora-Argon 18            | + 1 min 36 s             |
| modifier                 |                            |                          |                          |                          |

### Classements annexes
| Classement par points | Classement par points | Classement par points | Classement par points       | Classement par points |
| --------------------- | --------------------- | --------------------- | --------------------------- | --------------------- |
|                       | Coureur               | Pays                  | Équipe                      | Point(s)              |
| 1er                   | Andrea Guardini       | Italie                | Astana                      | 31 points             |
| 2e                    | Jef Van Meirhaeghe    | Belgique              | Topsport Vlaanderen-Baloise | 31 pts                |
| 3e                    | Alexander Kristoff    | Norvège               | Katusha                     | 24 pts                |
| modifier              |                       |                       |                             |                       |

| Classement du meilleur jeune | Classement du meilleur jeune | Classement du meilleur jeune | Classement du meilleur jeune | Classement du meilleur jeune |
|                              | Coureur                      | Pays                         | Équipe                       | Temps                        |
| ---------------------------- | ---------------------------- | ---------------------------- | ---------------------------- | ---------------------------- |
| 1er                          | Louis Meintjes               | Afrique du Sud               | MTN-Qhubeka                  | en 21 h 10 min 39 s          |
| 2e                           | Patrick Konrad               | Autriche                     | Bora-Argon 18                | + 28 s                       |
| 3e                           | Georg Preidler               | Autriche                     | Giant-Alpecin                | 2 min 45 s                   |
| modifier                     |                              |                              |                              |                              |

| Classement de la combativité | Classement de la combativité | Classement de la combativité | Classement de la combativité | Classement de la combativité |
| ---------------------------- | ---------------------------- | ---------------------------- | ---------------------------- | ---------------------------- |
|                              | Coureur                      | Pays                         | Équipe                       | Point(s)                     |
| 1er                          | Jef Van Meirhaeghe           | Belgique                     | Topsport Vlaanderen-Baloise  | 27 points                    |
| 2e                           | Danny Pate                   | États-Unis                   | Sky                          | 8 pts                        |
| 3e                           | Gatis Smukulis               | Lettonie                     | Katusha                      | 6 pts                        |
| modifier                     |                              |                              |                              |                              |

| Classement par équipes | Classement par équipes | Classement par équipes | Classement par équipes |
|                        | Équipe                 | Pays                   | Temps                  |
| ---------------------- | ---------------------- | ---------------------- | ---------------------- |
| 1re                    | BMC Racing             | États-Unis             | en 63 h 33 min 29 s    |
| 2e                     | Tinkoff-Saxo           | Russie                 | + 9 s                  |
| 3e                     | MTN-Qhubeka            | Afrique du Sud         | + 54 s                 |
| modifier               |                        |                        |                        |

### UCI Asia Tour
Ce Tour d'Oman attribue des points pour l'UCI Asia Tour 2015, par équipes seulement aux coureurs des équipes continentales professionnelles et continentales, individuellement à tous les coureurs sauf ceux faisant partie d'une équipe ayant un label WorldTeam.
| Position,          | 1er | 2e | 3e | 4e | 5e | 6e | 7e | 8e | 9e | 10e | 11e | 12e | 13e | 14e | 15e |
| Classement général | 100 | 70 | 40 | 30 | 25 | 20 | 15 | 10 | 9  | 8   | 7   | 6   | 5   | 4   | 3   |
| Par étape          | 20  | 14 | 8  | 7  | 6  | 5  | 4  | 2  |    |     |     |     |     |     |     |
| Leader, par étape  | 10  |    |    |    |    |    |    |    |    |     |     |     |     |     |     |

| Cycliste                   | Équipe                      | Général | Étape | Leader | Total |
| -------------------------- | --------------------------- | ------- | ----- | ------ | ----- |
| Jacques Janse van Rensburg | MTN-Qhubeka                 | 25      | 4     | -      | 29    |
| Louis Meintjes             | MTN-Qhubeka                 | 20      | 2     | -      | 22    |
| Nacer Bouhanni             | Cofidis                     | -       | 15    | -      | 15    |
| Patrick Konrad             | Bora-Argon 18               | 8       | -     | -      | 8     |
| Jef Van Meirhaeghe         | Topsport Vlaanderen-Baloise | -       | 8     | -      | 8     |
| Sam Bennett                | Bora-Argon 18               | -       | 2     | -      | 2     |

## Évolution des classements
| Étape              | Vainqueur          | Classement général | Classement par points | Classement du meilleur jeune | Classement de la combativité | Classement par équipes |
| ------------------ | ------------------ | ------------------ | --------------------- | ---------------------------- | ---------------------------- | ---------------------- |
| 1                  | Andrea Guardini    | Andrea Guardini    | Andrea Guardini       | Patrick Konrad               | Patrick Konrad               | Giant-Alpecin          |
| 2                  | Fabian Cancellara  | Fabian Cancellara  | Fabian Cancellara     | Patrick Konrad               | Jef Van Meirhaeghe           | BMC Racing             |
| 3                  | Alexander Kristoff | Fabian Cancellara  | Andrea Guardini       | Patrick Konrad               | Jef Van Meirhaeghe           | BMC Racing             |
| 4                  | Rafael Valls       | Rafael Valls       | Andrea Guardini       | Louis Meintjes               | Jef Van Meirhaeghe           | BMC Racing             |
| 5                  | Étape annulée,     | Rafael Valls       | Andrea Guardini       | Louis Meintjes               | Jef Van Meirhaeghe           | BMC Racing             |
| 6                  | Matthias Brändle   | Rafael Valls       | Andrea Guardini       | Louis Meintjes               | Jef Van Meirhaeghe           | BMC Racing             |
| Classements finals | Classements finals | Rafael Valls       | Andrea Guardini       | Louis Meintjes               | Jef Van Meirhaeghe           | BMC Racing             |

## Liste des participants
- Liste de départ complète

| Légende                                | Légende                                                                                                  | Légende                                | Légende                                                                                                  |
| -------------------------------------- | --- | -------------------------------------- | --- |
| Num                                    | Dossard de départ porté par le coureur sur ce Tour d'Oman                                                | Pos                                    | Position finale au classement général                                                                    |
| Leader du classement général           | Indique le vainqueur du classement général                                                               | Leader du classement par points        | Indique le vainqueur du classement par points                                                            |
| Leader du classement du meilleur jeune | Indique le vainqueur du classement du meilleur jeune                                                     | Leader du classement de la combativité | Indique le vainqueur du classement de la combativité                                                     |
|                                        | Indique un maillot de champion national ou mondial, suivi de sa spécialité                               | #                                      | Indique la meilleure équipe                                                                              |
| NP                                     | Indique un coureur qui n'a pas pris le départ d'une étape, suivi du numéro de l'étape où il s'est retiré | AB                                     | Indique un coureur qui n'a pas terminé une étape, suivi du numéro de l'étape où il s'est retiré          |
| HD                                     | Indique un coureur qui a terminé une étape hors des délais, suivi du numéro de l'étape                   | *                                      | Indique un coureur en lice pour le classement du meilleur jeune (coureurs nés après le 1er janvier 1991) |

| Astana AST                          | Astana AST                    | Astana AST |
| ----------------------------------- | ----------------------------- | ---------- |
| Num                                 | Coureur                       | Pos        |
| 1                                   | Vincenzo Nibali (ITA) (Route) | 20e        |
| 2                                   | Borut Božič (SLO)             | 80e        |
| 3                                   | Dario Cataldo (ITA)           | AB-4       |
| 4                                   | Jakob Fuglsang (DEN)          | 7e         |
| 5                                   | Andriy Grivko (UKR)           | 18e        |
| 6                                   | Andrea Guardini (ITA)         | 116e       |
| 7                                   | Alexey Lutsenko (KAZ)*        | 100e       |
| 8                                   | Lieuwe Westra (NED)           | 17e        |
| Directeur sportif : Dmitriy Fofonov |                               |            |

| BMC Racing # BMC                 | BMC Racing # BMC           | BMC Racing # BMC |
| -------------------------------- | -------------------------- | ---------------- |
| Num                              | Coureur                    | Pos              |
| 11                               | Tejay van Garderen (USA)   | 2e               |
| 12                               | Damiano Caruso (ITA)       | 21e              |
| 13                               | Alessandro De Marchi (ITA) | NP-1             |
| 14                               | Ben Hermans (BEL)          | 8e               |
| 15                               | Michael Schär (SUI)        | 40e              |
| 16                               | Dylan Teuns (BEL)*         | 55e              |
| 17                               | Greg Van Avermaet (BEL)    | 37e              |
| 18                               | Peter Velits (SVK) (Clm)   | 56e              |
| Directeur sportif : Valerio Piva |                            |                  |

| Tinkoff-Saxo TCS                    | Tinkoff-Saxo TCS           | Tinkoff-Saxo TCS |
| ----------------------------------- | -------------------------- | ---------------- |
| Num                                 | Coureur                    | Pos              |
| 21                                  | Peter Sagan (SVK)* (Route) | 51e              |
| 22                                  | Edward Beltrán (COL)*      | 93e              |
| 23                                  | Daniele Bennati (ITA)      | 124e             |
| 24                                  | Matti Breschel (DEN)       | 52e              |
| 25                                  | Roman Kreuziger (CZE)      | 12e              |
| 26                                  | Rafał Majka (POL)          | 4e               |
| 27                                  | Paweł Poljański (POL)*     | 79e              |
| 28                                  | Ivan Rovny (RUS)           | 97e              |
| Directeur sportif : Tristan Hoffman |                            |                  |

| Katusha KAT                         | Katusha KAT                | Katusha KAT |
| ----------------------------------- | -------------------------- | ----------- |
| Num                                 | Coureur                    | Pos         |
| 31                                  | Joaquim Rodríguez (ESP)    | 66e         |
| 32                                  | Jacopo Guarnieri (ITA)     | 123e        |
| 33                                  | Marco Haller (AUT)*        | 121e        |
| 34                                  | Vladimir Isaychev (RUS)    | 128e        |
| 35                                  | Alexander Kristoff (NOR)   | 71e         |
| 36                                  | Daniel Moreno (ESP)        | 14e         |
| 37                                  | Luca Paolini (ITA)         | 99e         |
| 38                                  | Gatis Smukulis (LAT) (Clm) | 103e        |
| Directeur sportif : Torsten Schmidt |                            |             |

| Movistar MOV                                   | Movistar MOV                   | Movistar MOV |
| ---------------------------------------------- | ------------------------------ | ------------ |
| Num                                            | Coureur                        | Pos          |
| 41                                             | Alejandro Valverde (ESP) (Clm) | 3e           |
| 42                                             | Andrey Amador (CRC)            | 45e          |
| 43                                             | Imanol Erviti (ESP)            | 58e          |
| 44                                             | Pablo Lastras (ESP)            | 57e          |
| 45                                             | José Joaquín Rojas (ESP)       | 39e          |
| 46                                             | Enrique Sanz (ESP)             | 120e         |
| 47                                             | Jasha Sütterlin (GER)*         | 115e         |
| 48                                             | Francisco Ventoso (ESP)        | 75e          |
| Directeur sportif : José Vicente García Acosta |                                |              |

| FDJ                                | FDJ                          | FDJ  |
| ---------------------------------- | ---------------------------- | ---- |
| Num                                | Coureur                      | Pos  |
| 51                                 | Thibaut Pinot (FRA)*         | 35e  |
| 52                                 | William Bonnet (FRA)         | 84e  |
| 53                                 | Sébastien Chavanel (FRA)     | 118e |
| 54                                 | Mickaël Delage (FRA)         | 96e  |
| 55                                 | Arnaud Démare (FRA)* (Route) | 88e  |
| 56                                 | Arnold Jeannesson (FRA)      | 109e |
| 57                                 | Steve Morabito (SUI)         | 27e  |
| 58                                 | Yoann Offredo (FRA)          | 43e  |
| Directeur sportif : Martial Gayant |                              |      |

| Trek Factory Racing TFR        | Trek Factory Racing TFR       | Trek Factory Racing TFR |
| ------------------------------ | ----------------------------- | ----------------------- |
| Num                            | Coureur                       | Pos                     |
| 61                             | Fabian Cancellara (SUI) (Clm) | 59e                     |
| 62                             | Julián Arredondo (COL)        | 9e                      |
| 63                             | Markel Irizar (ESP)           | 74e                     |
| 64                             | Yaroslav Popovych (UKR)       | 108e                    |
| 65                             | Grégory Rast (NZL)            | 110e                    |
| 66                             | Gert Steegmans (BEL)          | 119e                    |
| 67                             | Boy van Poppel (NED)          | 61e                     |
| 68                             | Danny van Poppel (NED)*       | 81e                     |
| Directeur sportif : Dirk Demol |                               |                         |

| Sky SKY                            | Sky SKY                  | Sky SKY |
| ---------------------------------- | ------------------------ | ------- |
| Num                                | Coureur                  | Pos     |
| 71                                 | Leopold König (CZE)      | 24e     |
| 72                                 | Philip Deignan (IRL)     | 23e     |
| 73                                 | Nathan Earle (AUS)       | 64e     |
| 74                                 | Christian Knees (GER)    | 41e     |
| 75                                 | David López García (ESP) | 107e    |
| 76                                 | Danny Pate (USA)         | 101e    |
| 77                                 | Wout Poels (NED)         | 15e     |
| 78                                 | Christopher Sutton (AUS) | 122e    |
| Directeur sportif : Nicolas Portal |                          |         |

| Giant-Alpecin TGA             | Giant-Alpecin TGA     | Giant-Alpecin TGA |
| ----------------------------- | --------------------- | ----------------- |
| Num                           | Coureur               | Pos               |
| 81                            | Warren Barguil (FRA)* | 25e               |
| 82                            | Nikias Arndt (GER)*   | 85e               |
| 83                            | Bert De Backer (BEL)  | 126e              |
| 84                            | Carter Jones (USA)    | 78e               |
| 85                            | Georg Preidler (GER)* | 22e               |
| 86                            | Ramon Sinkeldam (NED) | 68e               |
| 87                            | Tom Stamsnijder (NED) | 92e               |
| 88                            | Tom Veelers (NED)     | AB-6              |
| Directeur sportif : Marc Reef |                       |                   |

| Etixx-Quick Step EQS                 | Etixx-Quick Step EQS            | Etixx-Quick Step EQS |
| ------------------------------------ | ------------------------------- | -------------------- |
| Num                                  | Coureur                         | Pos                  |
| 91                                   | Tom Boonen (BEL)                | 36e                  |
| 92                                   | Iljo Keisse (BEL)               | 111e                 |
| 93                                   | Nikolas Maes (BEL)              | 62e                  |
| 94                                   | Pieter Serry (BEL)              | 26e                  |
| 95                                   | Niki Terpstra (NED)             | 91e                  |
| 96                                   | Matteo Trentin (ITA)            | AB-3                 |
| 97                                   | Guillaume Van Keirsbulck (BEL)* | 95e                  |
| 98                                   | Stijn Vandenbergh (BEL)         | 113e                 |
| Directeur sportif : Wilfried Peeters |                                 |                      |

| Cofidis COF                        | Cofidis COF             | Cofidis COF |
| ---------------------------------- | ----------------------- | ----------- |
| Num                                | Coureur                 | Pos         |
| 101                                | Nacer Bouhanni (FRA)*   | 53e         |
| 102                                | Jonas Ahlstrand (SWE)*  | 90e         |
| 103                                | Steve Chainel (FRA)     | AB-6        |
| 104                                | Cyril Lemoine (FRA)     | AB-6        |
| 105                                | Adrien Petit (FRA)*     | 105e        |
| 106                                | Dominique Rollin (CAN)  | 50e         |
| 107                                | Florian Sénéchal (FRA)* | 54e         |
| 108                                | Geoffrey Soupe (FRA)    | 73e         |
| Directeur sportif : Alain Deloeuil |                         |             |

| Lampre-Merida LAM                    | Lampre-Merida LAM                 | Lampre-Merida LAM |
| ------------------------------------ | --------------------------------- | ----------------- |
| Num                                  | Coureur                           | Pos               |
| 111                                  | Rui Costa (POR)                   | 11e               |
| 112                                  | Matteo Bono (ITA)                 | 127e              |
| 113                                  | Roberto Ferrari (ITA)             | 129e              |
| 114                                  | Sacha Modolo (ITA)                | AB-6              |
| 115                                  | Nélson Oliveira (POR) (Route/Clm) | 102e              |
| 116                                  | Rubén Plaza (ESP)                 | 42e               |
| 117                                  | Filippo Pozzato (ITA)             | 33e               |
| 118                                  | Rafael Valls (ESP)                | 1er               |
| Directeur sportif : Philippe Mauduit |                                   |                   |

| MTN-Qhubeka MTN                             | MTN-Qhubeka MTN                          | MTN-Qhubeka MTN |
| ------------------------------------------- | ---------------------------------------- | --------------- |
| Num                                         | Coureur                                  | Pos             |
| 121                                         | Edvald Boasson Hagen (NOR)               | 38e             |
| 122                                         | Matthew Goss (AUS)                       | 117e            |
| 123                                         | Jacques Janse van Rensburg (RSA) (Route) | 5e              |
| 124                                         | Reinardt Janse van Rensburg (RSA)        | 60e             |
| 125                                         | Louis Meintjes (RSA)*                    | 6e              |
| 126                                         | Serge Pauwels (BEL)                      | 34e             |
| 127                                         | Johann van Zyl (RSA)*                    | 86e             |
| 128                                         | Jacobus Venter (RSA)                     | 69e             |
| Directeur sportif : Jean-Pierre Heynderickx |                                          |                 |

| Orica-GreenEDGE OGE                 | Orica-GreenEDGE OGE   | Orica-GreenEDGE OGE |
| ----------------------------------- | --------------------- | ------------------- |
| Num                                 | Coureur               | Pos                 |
| 131                                 | Adam Blythe (GBR)     | 94e                 |
| 132                                 | Mitchell Docker (AUS) | 31e                 |
| 133                                 | Damien Howson (AUS)*  | 30e                 |
| 134                                 | Jens Keukeleire (BEL) | AB-2                |
| 135                                 | Brett Lancaster (AUS) | 67e                 |
| 136                                 | Cameron Meyer (AUS)   | 28e                 |
| 137                                 | Jens Mouris (NED)     | 132e                |
| 138                                 | Pieter Weening (NED)  | 29e                 |
| Directeur sportif : Laurenzo Lapage |                       |                     |

| IAM                               | IAM                          | IAM  |
| --------------------------------- | ---------------------------- | ---- |
| Num                               | Coureur                      | Pos  |
| 141                               | Mathias Frank (SUI)          | 19e  |
| 142                               | Marcel Aregger (SUI)*        | 104e |
| 143                               | Matthias Brändle (AUT) (Clm) | 106e |
| 144                               | Dries Devenyns (BEL)         | 13e  |
| 145                               | Martin Elmiger (SUI) (Route) | 63e  |
| 146                               | Reto Hollenstein (SUI)       | 32e  |
| 147                               | Matteo Pelucchi (ITA)        | 112e |
| 148                               | Jonas Van Genechten (BEL)    | 65e  |
| Directeur sportif : Eddy Seigneur |                              |      |

| Topsport Vlaanderen-Baloise TSV    | Topsport Vlaanderen-Baloise TSV | Topsport Vlaanderen-Baloise TSV |
| ---------------------------------- | ------------------------------- | ------------------------------- |
| Num                                | Coureur                         | Pos                             |
| 151                                | Jelle Wallays (BEL)             | 77e                             |
| 152                                | Victor Campenaerts (BEL)*       | 49e                             |
| 153                                | Tim Declercq (BEL)              | NP-4                            |
| 154                                | Jarl Salomein (BEL)             | 114e                            |
| 155                                | Preben Van Hecke (BEL)          | 133e                            |
| 156                                | Gijs Van Hoecke (BEL)*          | 72e                             |
| 157                                | Jef Van Meirhaeghe (BEL)*       | 130e                            |
| 158                                | Pieter Vanspeybrouck (BEL)      | 44e                             |
| Directeur sportif : Hans De Clercq |                                 |                                 |

| Bora-Argon 18 BOA                    | Bora-Argon 18 BOA       | Bora-Argon 18 BOA |
| ------------------------------------ | ----------------------- | ----------------- |
| Num                                  | Coureur                 | Pos               |
| 161                                  | Sam Bennett (IRL)*      | 134e              |
| 162                                  | Zakkari Dempster (AUS)  | 82e               |
| 163                                  | Bartosz Huzarski (POL)  | 16e               |
| 164                                  | Patrick Konrad (AUT)*   | 10e               |
| 165                                  | Ralf Matzka (GER)       | 70e               |
| 166                                  | Dominik Nerz (GER)      | 83e               |
| 167                                  | Cristiano Salerno (ITA) | 48e               |
| 168                                  | Daniel Schorn (AUT)     | 87e               |
| Directeur sportif : Enrico Poitschke |                         |                   |

| Bardiani CSF BAR                    | Bardiani CSF BAR                  | Bardiani CSF BAR |
| ----------------------------------- | --------------------------------- | ---------------- |
| Num                                 | Coureur                           | Pos              |
| 171                                 | Simone Andreetta (ITA)*           | 125e             |
| 172                                 | Enrico Barbin (ITA)*              | 98e              |
| 173                                 | Enrico Battaglin (ITA)            | 89e              |
| 174                                 | Francesco Manuel Bongiorno (ITA)* | 46e              |
| 175                                 | Luca Chirico (ITA)*               | 76e              |
| 176                                 | Sonny Colbrelli (ITA)*            | 47e              |
| 177                                 | Alessandro Tonelli (ITA)*         | 131e             |
| 178                                 | Edoardo Zardini (ITA)             | AB-2             |
| Directeur sportif : Bruno Reverberi |                                   |                  |